# Michail Michajlovič Ippolitov-Ivanov
Michail Michajlovič Ippolitov-Ivanov (19. listopadu 1859, Gatčina, Rusko – 28. ledna 1935, Moskva, SSSR) byl ruský skladatel, dirigent, hudební pedagog a organizátor hudebního života.

## Život a dílo
Narodil se jako Michail Michajlovič Ivanov, dívčí jméno své matky si přidal až později, aby se odlišil od hudebního kritika podobného příjmení. Před nastoupením na hudební konzervatoř v Petrohradě se hudbě vzdělával v domácím prostředí a působil jako sborista v kostele svatého Izáka. Roku 1875 nastoupil na konzervatoř, kterou ukončil roku 1882 jako žák skladatele Nikolaje Andrejeviče Rimského-Korsakova. V letech 1882–1893 pracoval na hudební škole v Tbilisi, z níž učinil konzervatoř, a jako dirigent organizoval hudební život ve městě.
Roku 1893 získal místo profesora moskevské konzervatoře (mezi lety 1905-1918 ředitel, 1919-1922 rektor). V roce 1925 se stal dirigentem Velkého divadla v Moskvě. Napsal několik oper (Ruth 1886, Asra 1890, Asja 1900, Ismena 1909, Ole z Nordlandu 1915, Ženitba 1931, Poslední barikáda 1933). Jeho nejznámějším dílem je Sardarský průvod z cyklu Kavkazské skici, vzniklého v letech 1894–95.